# اولاف بیورستاد
اولاف بیورستاد (انگلیسی: Olav Bjørnstad; ۱۶ دسامبر ۱۸۸۲ – ۱۳ ژوئن ۱۹۶۳) از برندگان مدال‌های المپیک تابستانی ۱۹۱۲ اهل نروژ بود.